# Lola LC87
Chronologie des modèles (1987)
Lola T371 Lola LC88
La Lola LC87 est la première monoplace de Formule 1 conçue par Lola Cars et engagée par l'écurie française Larrousse dans le cadre du championnat du monde de Formule 1 1987. Elle est pilotée par le Français Philippe Alliot, rejoint par son compatriote Yannick Dalmas à partir du Grand Prix du Mexique.

## Historique
En 1987, l'ancien pilote Gérard Larrousse et son associé, l'homme d'affaires Didier Calmels, fondent leur propre écurie de Formule 1, baptisée Larrousse & Calmels F1. Un châssis LC87 est commandé auprès du constructeur britannique Lola Cars, mais celui-ci n'est pas prêt à temps pour la première manche de la saison, disputée au Brésil. Présentée au Grand Prix de Saint-Marin, la LC87, confiée au Français Philippe Alliot, est en réalité un châssis de Formule 3000 amélioré et propulsé par un moteur V8 Ford-Cosworth DFZ préparée par Henri Mader. Or, cette monoplace s'avère trop lourde et affiche un poids de 540 kilogrammes. Pour sa première course, Alliot termine dixième à trois tours du vainqueur Nigel Mansell (Williams).
Le reste de la première moitié de la saison est ponctué par les nombreux problèmes de fiabilité de la LC87 : à Monaco, Larrousse ne dispose que d'un seul exemplaire du bloc Ford-Cosworth, qui casse pendant la course. En France, un problème de cardan contraint Alliot à abandonner. En Grande-Bretagne, lors duquel Gérard Larrousse propose à Didier Pironi de prendre le volant d'une deuxième LC87 d'ici la fin de saison (mais celui-ci disparaît dans une course offshore de bateaux à moteurs en août), le Français abandonne pour la quatrième fois consécutive, à la suite d'un problème de transmission,.
Lors du Grand Prix d'Allemagne, Philippe Alliot, élancé depuis la vingt-et-unième place, profite des abandons pour franchir l'arrivée en sixième position, marquant le premier point de l'histoire de l'écurie française en Formule 1, et ce malgré un moteur tournant à bas régime,. Il faut attendre la fin du championnat, en Espagne et au Mexique, pour qu'Alliot réédite cette performance,.
C'est à partir de la manche mexicaine que Larrousse engage une seconde LC87 en championnat, confiée au novice Yannick Dalmas. Celui-ci obtient la meilleure performance de la saison pour l'écurie française, en terminant cinquième de l'ultime manche, disputée en Australie. Or, Dalmas ne marque pas les deux points associés à cette place, puisque Larrousse n'a officiellement inscrit qu'un seul châssis en début de championnat,.
Au terme de cette saison, l'écurie Larrousse se classe neuvième du championnat du monde des constructeurs avec 3 points, tous marqués par Philippe Alliot, qui termine dix-septième du championnat du monde des pilotes.

## Résultats en championnat du monde de Formule 1
| Saison | Écurie                 | Moteur               | Pneus    | Pilotes         | Courses | Courses | Courses | Courses | Courses | Courses | Courses | Courses | Courses | Courses | Courses | Courses | Courses | Courses | Courses | Courses | Points inscrits | Classement |
| Saison | Écurie                 | Moteur               | Pneus    | Pilotes         | 1       | 2       | 3       | 4       | 5       | 6       | 7       | 8       | 9       | 10      | 11      | 12      | 13      | 14      | 15      | 16      | Points inscrits | Classement |
| ------ | ---------------------- | -------------------- | -------- | --------------- | ------- | ------- | ------- | ------- | ------- | ------- | ------- | ------- | ------- | ------- | ------- | ------- | ------- | ------- | ------- | ------- | --------------- | ---------- |
| 1987   | Larrousse & Calmels F1 | Ford-Cosworth DFZ V8 | Goodyear |                 | BRÉ     | SMR     | BEL     | MON     | DET     | FRA     | GBR     | ALL     | HON     | AUT     | ITA     | POR     | ESP     | MEX     | JAP     | AUS     | 3               | 9e         |
| 1987   | Larrousse & Calmels F1 | Ford-Cosworth DFZ V8 | Goodyear | Philippe Alliot | Forf.   | 10e     | 8e      | Abd.    | Abd.    | Abd.    | Abd.    | 6e      | Abd.    | 12e     | Abd.    | Abd.    | 6e      | 6e      | Abd.    | Abd.    | 3               | 9e         |
| 1987   | Larrousse & Calmels F1 | Ford-Cosworth DFZ V8 | Goodyear | Yannick Dalmas  |         |         |         |         |         |         |         |         |         |         |         |         |         | 9e      | 14e     | 5e*     | 3               | 9e         |

Légende : ici 

* Yannick Dalmas ne marque pas les points de la cinquième place car Larrousse n'a inscrit qu'un seul châssis en début de championnat.

## Résultats du Trophée Colin Chapman
En 1987, les écuries Tyrrell, Larrousse, AGS, March Engineering et Coloni, toutes équipées d'un moteur Ford, participent au trophée Colin Chapman dédié aux équipes utilisant un moteur atmosphérique. Larrousse est deuxième de ce trophée, avec 43 points
Philippe Alliot et Yannick Dalmas, éligibles au trophée Jim Clark récompensant le meilleur pilote utilisant un bloc atmosphérique, sont respectivement troisième avec 43 points et septième, avec aucun point.
| Saison | Écurie                 | Moteur               | Pneus    | Pilotes         | Courses | Courses | Courses | Courses | Courses | Courses | Courses | Courses | Courses | Courses | Courses | Courses | Courses | Courses | Courses | Courses | Points inscrits | Classement |
| Saison | Écurie                 | Moteur               | Pneus    | Pilotes         | 1       | 2       | 3       | 4       | 5       | 6       | 7       | 8       | 9       | 10      | 11      | 12      | 13      | 14      | 15      | 16      | Points inscrits | Classement |
| ------ | ---------------------- | -------------------- | -------- | --------------- | ------- | ------- | ------- | ------- | ------- | ------- | ------- | ------- | ------- | ------- | ------- | ------- | ------- | ------- | ------- | ------- | --------------- | ---------- |
| 1987   | Larrousse & Calmels F1 | Ford-Cosworth DFZ V8 | Goodyear |                 | BRÉ     | SMR     | BEL     | MON     | DET     | FRA     | GBR     | ALL     | HON     | AUT     | ITA     | POR     | ESP     | MEX     | JAP     | AUS     | 43              | 2e         |
| 1987   | Larrousse & Calmels F1 | Ford-Cosworth DFZ V8 | Goodyear | Philippe Alliot |         | 2e      | 1er     | Abd.    | Abd.    | Abd.    | Abd.    | 3e      | Abd.    | 2e      | Abd.    | Abd.    | 1er     | 1er     | Abd.    | Abd.    | 43              | 2e         |
| 1987   | Larrousse & Calmels F1 | Ford-Cosworth DFZ V8 | Goodyear | Yannick Dalmas  |         |         |         |         |         |         |         |         |         |         |         |         |         | 4e      | 3e      | 2e      | 43              | 2e         |

Légende : ici 

* Yannick Dalmas ne marque pas les points de la cinquième place car Larrousse n'a inscrit qu'un seul châssis en début de championnat.